# KeyForge
KeyForge (с англ. Ковка Ключей) — уникальная карточная игра (УКИ), созданная Ричардом Гарфилдом и опубликованная Fantasy Flight Games в 2018 году.
В ней игроки примеряют на себе роль Архонтов в мире Кузни. Архонту нужно сковать три ключа, чтобы победить. Являясь первой игрой в жанре УКИ, KeyForge распространяется посредством неизменяемых колод по 37 карт. Одинаковых колод не существует, а вариаций комбинаций карт — более 104 септиллиона. В сете Call of the Archons было представлено 370 карт. Также каждая колода обладает собственным именем.
Первый сет, Call of the Archons, был выпущен 15 ноября 2018 года. Второй сет, Age of Ascension, был выпущен 30 мая 2019 года. Третий сет, Worlds Collide, был выпущен 8 ноября 2019. Четвёртый сет, Mass Mutation, вышел 10 июля 2020 года.

## Игровой процесс
KeyForge является игрой для двух игроков. Цель игры — собрать достаточно янтаря (в оригинале Æmber), чтобы сковать три ключа быстрее соперника. Существа могут добывать янтарь и сражаться, артефакты дают эффекты. Карты действий используются и сбрасываются, улучшения прикрепляются к существам.
Каждая карта в игре относится к одному из Домов. Каждая колода состоит из карт трёх разных Домов. В начале каждого хода объявляется Дом, которым будет совершаться ход. В отличие от других ККИ, таких как Magic: The Gathering или Android: Netrunner, карты в KeyForge не имеют стоимости, и за ход можно использовать любое количество карт выбранного Дома.
Также отличием KeyForge от других карточных игр является отсутствие декбилдинга (создание своей колоды). На рубашке каждой карты находится название колоды, что исключает возможность изменения карт в колоде.

## Сеты
Новые карты добавляются на постоянной основе посредством сетов. В новых сетах старые Дома могут выйти из ротации. Такие Дома будут заменены на новые.
| Сет                                 | Дата релиза             | Карт | Бробнары | Дис | Логос | Марс | Санктум | Тени | Неукротимые | Завриане | Звёздный Альянс | Непостижимые |
| ----------------------------------- | ----------------------- | ---- | -------- | --- | ----- | ---- | ------- | ---- | ----------- | -------- | --------------- | ------------ |
| Call of the Archons / Зов архонтов  | 15 ноября 2018          | 370  | ✓        | ✓   | ✓     | ✓    | ✓       | ✓    | ✓           |          |                 |              |
| Age of Ascension / Эпоха Вознесения | 30 мая 2019             | 204  | ✓        | ✓   | ✓     | ✓    | ✓       | ✓    | ✓           |          |                 |              |
| Worlds Collide / Столкновение миров | 8 ноября 2019           | 284  | ✓        | ✓   | ✓     |      |         | ✓    | ✓           | ✓        | ✓               |              |
| Mass Mutation / Массовая Мутация    | 10 июля 2020            | 250+ |          | ✓   | ✓     |      | ✓       | ✓    | ✓           | ✓        | ✓               |              |
| Dark Tidings / Тёмный прилив        | Март 2021(Лимитировано) | 250+ |          |     | ✓     |      | ✓       | ✓    | ✓           | ✓        | ✓               | ✓            |

* Полужирным выделен официальный перевод названий, курсивом — неофициальный.

## Разработка
KeyForge был анонсирован на выставке Gen Con 1 августа 2018 года. Трейлер и краткое пояснение сути игры появились на сайте Fantasy Flight Games, также там была обозначена примерная дата релиза — 4 квартал 2018. Предзаказы на стартовый набор и колоды Call of the Archons появились в тот же день, что и PDF копия правил. Также тогда было сообщено, что турниры игры будут поддерживаться по программе Fantasy Flight’s Organised Play.
В книге правил Гарфилд рассказал, как у него появилась идея игры. Он хотел вернуть к популярности жанр Силед. Он сравнил KeyForge с другими карточными играми, назвав свою игру парком, а остальные игры джунглями. «В парке тебя сопровождает гид, показывает тебе, что делать, освобождает тебя от собирания колод, а в джунглях ты один на один с механикой игры.» Также он заявил, что хотел создать игру ещё 10 лет назад (т.е в 2008), но тогда технологии печатания не были на достаточном уровне.
KeyForge вышел 15 ноября 2018 года. В этот же день были выпущены приложение KeyForge Master Vault и сайт, на которых игроки могут регистрировать и отслеживать колоды.

## Продукция
В таблице ниже представлены все вышедшие на данный момент наборы — колоды, стартовые наборы, премиум колоды и др.
| SKU   | Название                                          | Дата выпуска                          |
| ----- | ------------------------------------------------- | ------------------------------------- |
| KF01  | KeyForge: Call of the Archons Starter Set         | 15 ноября 2018 года                   |
| KF02a | KeyForge: Call of the Archons Archon Deck         | 15 ноября 2018 года                   |
| KF03a | KeyForge: Age of Ascension Archon Deck            | 30 мая 2019(США), 31 мая 2019(Европа) |
| KF04  | KeyForge: Age of Ascension Two-Player Starter Set | 30 мая 2019(США), 31 мая 2019(Европа) |
| KF05a | KeyForge: Worlds Collide Archon Deck              | 8 ноября 2019 года                    |
| KF06  | KeyForge: Worlds Collide Deluxe Archon Deck       | 8 ноября 2019 года                    |
| KF07  | KeyForge: Worlds Collide Two-Player Starter Set   | 8 ноября 2019 года                    |
| KF08  | KeyForge: Worlds Collide Premium Box              | 8 ноября 2019 года                    |
| KF09a | KeyForge: Mass Mutation Archon Deck               | Июль 2020                             |
| KF10  | KeyForge: Mass Mutation Deluxe Deck               | Июль 2020                             |
| KF11  | KeyForge: Mass Mutation Two-Player Starter Set    | Июль 2020                             |

## Связанные произведения
В 2020 была запущена серия научно-фантастических коротких рассказов, происходящих в мире Кузни. Серия получила название Tales from the Crucible.

## Восприятие
IGN описали игру как «новую, смелую идею и возможность развития новых игровых форматов», но осудили модель продажи игры: «если раньше люди тратили тонны денег, чтобы получить заветную редкую карточку, то теперь им придётся тратить ещё больше денег, чтобы получить колоду с хорошей комбинацией карт.»
В целом, игра была принята хорошо. Том Вессель из The Dice Tower заметил, что колоды хорошо балансируются. Также он похвалил механику игры.